# Paula Danziger
Pour les articles homonymes, voir Danziger.
Œuvres principales
- The Cat Ate My Gymsuit (1974)
- Lili Graffiti (1994-2004)

Paula Danziger (1944-2004) est une femme de lettres américaine, spécialisée en littérature d'enfance et de jeunesse.
Aux États-Unis, elle est connue pour son roman The Cat Ate My Gymsuit. Elle est morte le 8 juillet 2004 des suites d'une attaque cardiaque.
En France, sa série Amber Brown, illustrée par Tony Ross, est connue sous le titre Lili Graffiti, traduite par Pascale Jusforgues et parue dans la collection Folio Cadet.

## Œuvre parue en France
- PS, réponds-moi vite ! (PS, Longer Letter Later), Paris : Gallimard jeunesse Folio junior, 1999  (ISBN 2-07-052254-7)

### Série Lili Graffiti
Les Aventures de Lili Graffiti
1. Lili Graffiti (Amber Brown is not a Crayon), Gallimard jeunesse Folio Cadet no341, 2002, Mes premières aventures, 2004
2. Les Vacances de Lili Graffiti (You Can't Eat your Chicken Pox, Amber Brown), Gallimard jeunesse Folio Cadet no342, 2003, 2014
3. La Rentrée de Lili Graffiti (Amber Brown Goes Fourth), Gallimard jeunesse Folio Cadet no362, 2002
4. Courage, Lili Graffiti ! (Amber Brown Wants Extra Credit), Gallimard jeunesse Folio Cadet no366, 1998
5. Un nouvel ami pour Lili Graffiti (Forever Amber Brown ), Gallimard jeunesse Folio Cadet no380, 1999
6. Lili Graffiti voit rouge (Amber Brown Sees Red), Gallimard jeunesse Folio Cadet no390, 1999
7. Rien ne va plus pour Lili Graffiti (Amber Brown is Feeling Blue), Gallimard jeunesse Folio Cadet no396, 2003
8. Moi, Lili Graffiti (I, Amber Brown ), Gallimard jeunesse Folio Cadet no411, 2001, 2003  (ISBN 2-07-055338-8)
9. Lili Graffiti est verte de jalousie
10. Lili Graffiti voit la vie en rose, écrit par Bruce Coville et Elizabeth Levy
11. Lili Graffiti déménage, écrit par Bruce Coville et Elizabeth Levy

Mes premières aventures
1. Lili Graffiti fait du camping, Gallimard jeunesse Folio Cadet no107, 2015
2. Sept bougies pour Lili Graffiti (It's Just in Time, Amber Brown), Gallimard jeunesse Folio Cadet no108, 2015
3. Lili Graffiti va à l'école
4. Quel désordre, Lili Graffiti !, Gallimard jeunesse Folio Cadet no480, 2006
5. Lili Graffiti se déguise